# Oostenrijk op het Eurovisiesongfestival 1999
Oostenrijk nam deel aan het  Eurovisiesongfestival 1999, gehouden  in Jeruzalem, Israël. Het was de 37ste deelname van het land aan het festival.

## Selectieprocedure
Net zoals het voorbije jaar organiseerde men geen nationale finale. Na een interne selectie werd Bobbie Singer met haar lied Reflection verkozen om het land te vertegenwoordigen.

## In Jeruzalem
Op het festival in Israël moest Oostenrijk aantreden als achttiende, na Ierland en voor Israël. Na het afsluiten van de stemmen bleek dat Bobbie Singer op een tiende plaats was geëindigd met 65 punten.
Nederland en België hadden respectievelijk twee en zes punten over voor deze inzending.

### Gekregen punten

#### Finale
| 12 punten              | 10 punten  | 8 punten             | 7 punten                       | 6 punten             |
| ---------------------- | ---------- | -------------------- | ------------------------------ | -------------------- |
|                        |            | - Estland - IJsland  | - Verenigd Koninkrijk - Zweden | - België - Noorwegen |
| 5 punten               | 4 punten   | 3 punten             | 2 punten                       | 1 punt               |
| - Duitsland - Portugal | - Slovenië | - Denemarken - Polen | - Nederland                    | - Cyprus             |

### Punten gegeven door Oostenrijk

#### Finale
Punten gegeven in de finale:
| 12 punten | Bosnië en Herzegovina |
| 10 punten | Duitsland             |
| 8 punten  | Kroatië               |
| 7 punten  | Malta                 |
| 6 punten  | Zweden                |
| 5 punten  | Denemarken            |
| 4 punten  | Nederland             |
| 3 punten  | Estland               |
| 2 punten  | IJsland               |
| 1 punt    | Israël                |

1957 · 1958 · 1959 · 1960 · 1961 · 1962 · 1963 · 1964 · 1965 · 1966 · 1967 · 1968 · 1969-1970 · 1971 · 1972 · 1973-1975 · 1976 · 1977 · 1978 · 1979 · 1980 · 1981 · 1982 · 1983 · 1984 · 1985 · 1986 · 1987 · 1988 · 1989 · 1990 · 1991 · 1992 · 1993 · 1994 · 1995 · 1996 · 1997 · 1998 · 1999 · 2000 · 2001 · 2002 · 2003 · 2004 · 2005 · 2006 · 2007 · 2008-2010 · 2011 · 2012 · 2013 · 2014 · 2015 · 2016 · 2017 · 2018 · 2019 · 2020 · 2021 · 2022 · 2023 · 2024 · 2025